# RAF Greenham Common
Greenham Common Royal Air Force Base är en flygbas i Storbritannien.   Den ligger i kommunen West Berkshire i riksdelen England, i den södra delen av landet, 80 km väster om huvudstaden London. Greenham Common Royal Air Force Base ligger 122 meter över havet.
Terrängen runt Greenham Common Royal Air Force Base är platt. Runt Greenham Common Royal Air Force Base är det ganska tätbefolkat, med 239 invånare per kvadratkilometer. Närmaste större samhälle är Basingstoke, 18,8 km sydost om Greenham Common Royal Air Force Base. Omgivningarna runt Greenham Common Royal Air Force Base är en mosaik av jordbruksmark och naturlig växtlighet.